# Brian Head
Brian Head (* 1948) ist ein  Politikwissenschaftler, der als Professor an der australischen University of Queensland forscht und lehrt. 2013/14 amtierte er als Präsident der Australian Political Studies Association.

## Werdegang und Wirken
Head machte sein Master-Examen an der Monash University in Melbourne und wurde am  University College London zum 
Ph.D. promoviert. Er ist Mitglied der Academy of the Social Sciences in Australia. Seit Mitte 2007 ist er an der University of Queensland tätig. Vorher hatte er leitende Positionen in der Regierung, an Universitäten und im Nichtregierungssektor inne. Er forscht und publiziert über öffentliches Management, Regierungsführung, soziale Fragen und Umweltpolitik. Er ist besonders an angewandter Forschung interessiert und setzt sich für das Entstehen engerer Verbindungen zwischen Forschung und Politik ein.

## Schriften (Auswahl)
- Herausgeber: State and economy in Australia.  Oxford University Press, Melbourne/New York 1983, ISBN  0195542614.
- Ideology and social science. Destutt de Tracy and French liberalism. Kluwer Academic Publishers, Boston 1985. ISBN 902473228X.
- Politics and philosophy in the thought of Destutt de Tracy. Garland Pub., New York 1987, ISBN 0824008197.
- Herausgeber mit Stephen Bell: State, economy, and public policy in Australia. Oxford University Press, Melbourne/New York 1994; ISBN 0195534018.